# Brittatorp
Brittatorp är en småort i Söraby socken i Växjö kommun belägen mellan Rottne och Braås, vid sjön Innaren. Byn består mest av villor och småföretag. 
Brittatorp var länge en järnvägsknut mellan Växjö-Åseda-Hultsfreds Järnväg och Östra Värends Järnväg.